# Twentynine Palms
Twentynine Palms (teilweise auch mit 29 Palms bezeichnet) ist eine Stadt im San Bernardino County im Süden des US-Bundesstaates Kalifornien, Vereinigte Staaten. Das U.S. Census Bureau hat bei der Volkszählung 2020 eine Einwohnerzahl von 28.065 ermittelt. Das Stadtgebiet hat eine Größe von 153,2 km².

## Geographie
Twentynine Palms liegt in der Mojave-Wüste.
Die mittlere Höhenlage der Stadt von 607 m bedeutet, dass sie genau am Übergang der beiden klimatischen Wüstenzonen Low Desert und High Desert liegt.

## Historie
Twentynine Palms wurde benannt nach den Palmen, die Col. Henry Washington im Jahre 1852 bei seinen geografischen Forschungen fand.

## Joshua-Tree-Nationalpark
Die Stadt liegt am Nordrand des Joshua-Tree-Nationalparks; einer der drei Park-Eingänge (North Entrance) befindet sich hier.

## Militär
Twentynine Palms ist auch der Standort des Marine Corps Air Ground Combat Center Twentynine Palms nahe der Interstate 10 und California State Route 62.
35 % aller Beschäftigten des Ortes arbeiten 2021 beim US-Militär, sie und ihre Familien wohnen weitgehend in dienstlich gestellten Häusern, weshalb in Twentynine Palms entgegen der üblichen Struktur in Südkalifornien 70 % der erwachsenen Bevölkerung in Mietwohnungen leben.

## Söhne und Töchter der Stadt
- DeeDee Trotter (* 1982), Sprinterin